# Tumeur vénérienne transmissible canine
 (avril 2025).
Si vous disposez d'ouvrages ou d'articles de référence ou si vous connaissez des sites web de qualité traitant du thème abordé ici, merci de compléter l'article en donnant les références utiles à sa vérifiabilité et en les liant à la section « Notes et références ».
 Mise en garde médicale
La tumeur vénérienne transmissible canine est une maladie sexuellement transmissible touchant les chiens. Elle est l’un des trois types de cancer contagieux connus chez les mammifères.